# R.O.O.T.S.
Pour les articles homonymes, voir Roots.
Albums de Flo Rida
Mail on Sunday
(2008) Only One Flo (Part 1)
(2010)
Singles
1. Right Round
Sortie : 25 janvier 2009
2. Shone
Sortie : 24 février 2009
3. Sugar
Sortie : 17 mars 2009
4. Jump
Sortie : 27 juillet 2009
5. Be on You
Sortie : 6 octobre 2009

R.O.O.T.S. (acronyme de Route Of Overcoming The Struggle) est le second album studio de Flo Rida, sorti le 31 mars 2009.
« R.O.O.T.S. » en plus d'être un acronyme, veut dire « Racines » en anglais. L'album parle des racines de Flo Rida qui raconte ses débuts dans Finally Her lorsqu'il travaillait dur pour survivre, mais aussi ses influences musicales : pointes de disco dans Available, clin d'œil à Benny Benassi (voix proche de Satisfaction) et à Madonna (instrumentale proche de celle de 4 Minutes) dans Touch Me.
Cet album est avant tout celui des duos avec des artistes tels que Akon, Nelly Furtado, will.i.am, Ne-Yo, Ke$ha, Wynter Gordon...
L'artiste raconte un vécu difficile de noir américain moyen dans Finally Here. On notera des violons et un piano dans Sugar, une instrumentation proche de 4 Minutes dans Touch Me, une pointe disco dans Available et une symphonie dans Finally Here.
Ce deuxième opus est un succès, avec celui du single Right Round qui s'est vendu à 636 000 exemplaires digital la première semaine et s'est hissé en tête du Billboard Hot 100. L'album, quant à lui, s'est classé 6e au Top R&B/Hip-Hop Albums et 8e au Billboard 200.

## Liste des titres
| No  | Titre                                                                                  | Contient un (des) sample(s) de                                                | Durée |
| --- | -------------------------------------------------------------------------------------- | ----------------------------------------------------------------------------- | ----- |
| 1.  | Finally Here (Produit par Mark « Sounwave » Spears et Christopher « Spitfiya » Lanier) | Bounce de Timbaland featuring Dr. Dre, Justin Timberlake et Missy Elliott     | 4:03  |
| 2.  | Jump (featuring Nelly Furtado – Produit par Mike Caren, Oligee et Travis Barker)       |                                                                               | 3:28  |
| 3.  | Gotta Get It (Dancer) (Produit par Caren et Oligee)                                    | Private Dancer de Tina Turner                                                 | 4:00  |
| 4.  | Shone (featuring Pleasure P – Produit par Jim Jonsin et Dre & Vidal)                   |                                                                               | 4:23  |
| 5.  | Right Round (featuring Ke$ha – Produit par Dr. Luke et Kool Kojak)                     | You Spin Me Round (Like a Record) de Dead or Alive                            | 3:22  |
| 6.  | R.O.O.T.S. (Produit par JRock)                                                         |                                                                               | 3:45  |
| 7.  | Be on You (featuring Ne-Yo – Produit par StarGate et Ne-Yo)                            |                                                                               | 4:03  |
| 8.  | Mind on My Money (Produit par Eric Hudson)                                             |                                                                               | 3:32  |
| 9.  | Available (featuring Akon et will.i.am – Produit par will.i.am)                        | Boom Boom Pow des Black Eyed Peas Take Your Time (Do It Right) du S.O.S. Band | 4:25  |
| 10. | Touch Me (featuring Kesha – Produit par Dr. Luke et Benny Blanco)                      | Satisfaction de Benny Benassi                                                 | 3:11  |
| 11. | Never (Produit par Happy Perez)                                                        |                                                                               | 4:22  |
| 12. | Sugar (featuring Wynter Gordon – Produit par DJ Montay et Mike Caren)                  | Blue (Da Ba Dee) d'Eiffel 65                                                  | 4:13  |
| 13. | Rewind (featuring Wyclef Jean – Produit par The Inkredibles)                           | Where Is the Love? des Black Eyed Peas featuring Justin Timberlake            | 4:29  |

| 14. | Ha (featuring Brisco et 4 Mill) | 3:54 |

| 14. | Yayo (featuring Brisco, Billy Blue, Ball Greezy, Rick Ross, Red Eyezz, Bred, Pitbull et Ace Hood) | 7:53 |

| 14. | Balla (featuring Brisco et Billy Blue) | 3:32 |

| 14. | Right Round (Instrumental) (Produit par Dr. Luke et Kool Kojak) | 3:28 |